# Karmelitenkirche von Perpignan

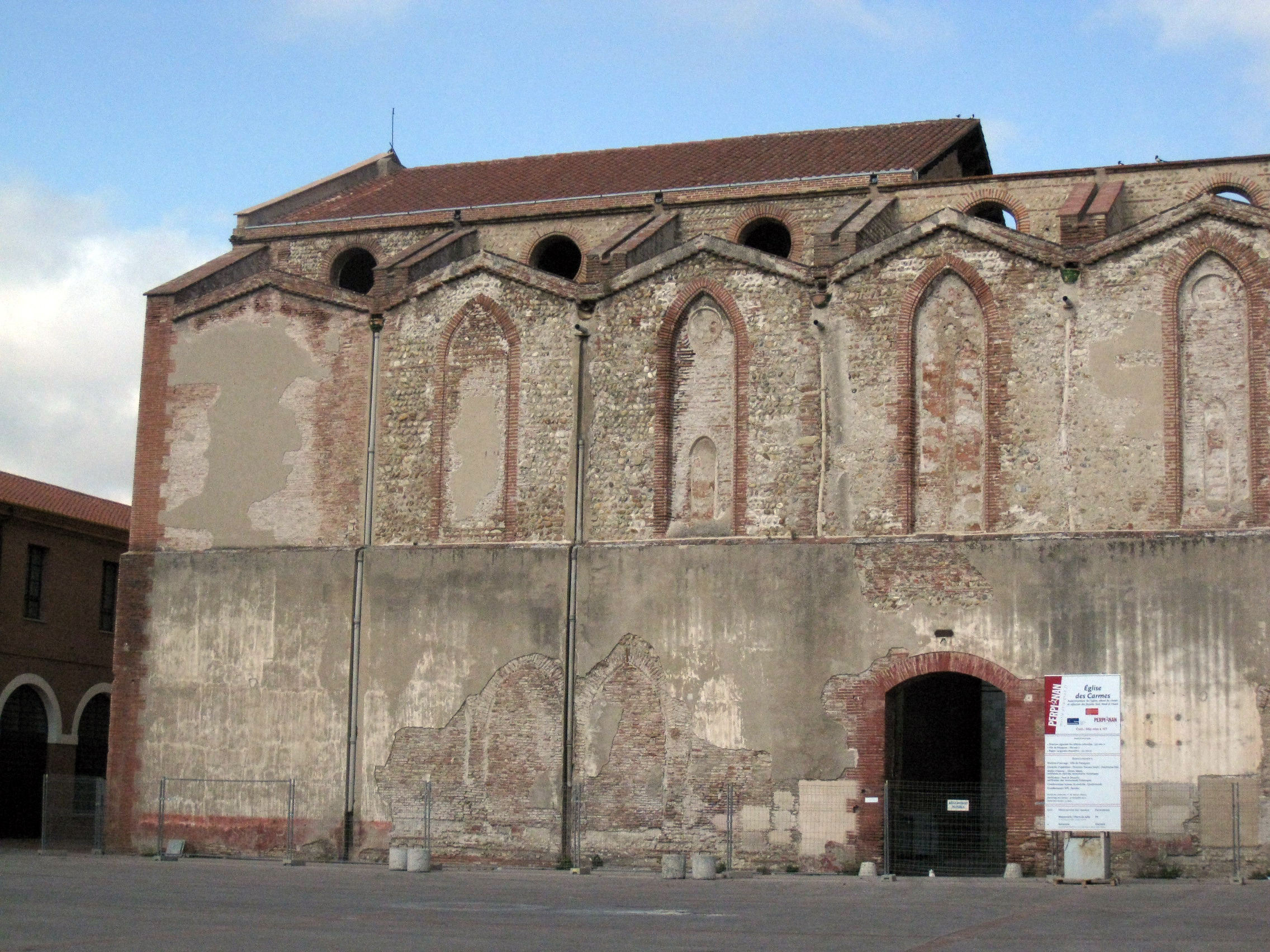
Karmeliterkirche von Perpignan, Okuli im Obergaden über den Seitenkapellen, Fenster und Spitzbogenblenden mit Backstein umrandet

Die Karmelitenkirche von Perpignan (französisch Église des Carmes de Perpignan) ist ein ehemaliges römisch-katholisches  Kirchengebäude in der Stadt Perpignan im Département Pyrénées-Orientales in Südfrankreich. Sie befindet sich in der Rue Jean Vielledent im historischen Stadtzentrum.
Die Kirche steht seit 1913 vollständig unter Denkmalschutz, wobei das Portal bereits 1906 als Monument historique klassifiziert wurde.

## Geschichte

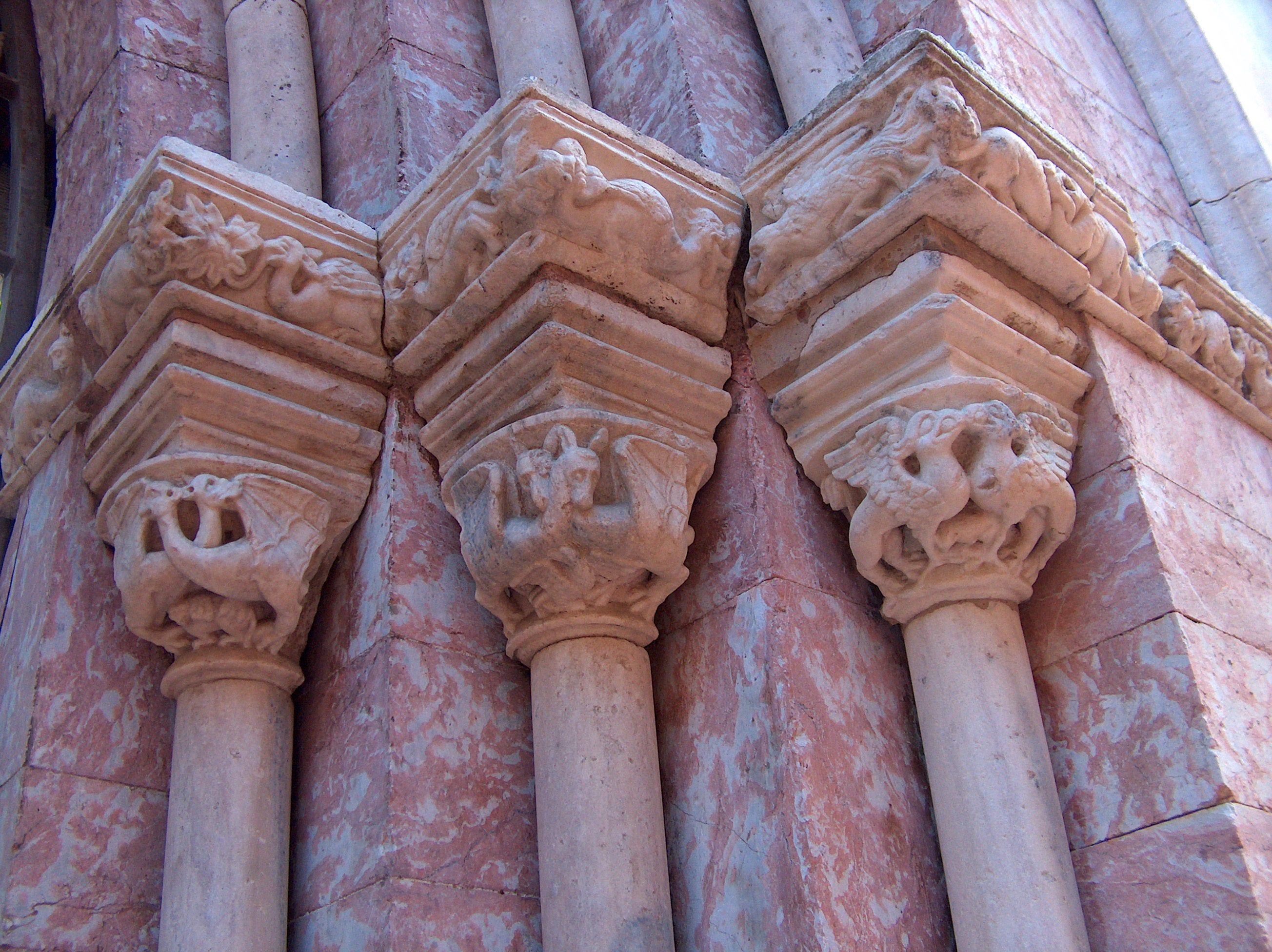
Kapitelle des Portals

Die Karmeliten ließen sich im 13. Jahrhundert in Perpignan nieder und errichteten Anfang des 14. Jahrhunderts die Kirche als Teil eines Klosters. Der Bau begann um 1325 und wurde wahrscheinlich 1343 abgeschlossen. Der Kreuzgang des Klosters wurde zwischen 1333 und 1342 errichtet.
Der Chor wurde im 16. oder 17. Jahrhundert neu gebaut, und eine Kapelle für den Dritten Orden, einen Laienzweig des Ordens, ist im 17. Jahrhundert belegt.
Von 1710 bis 1999 nutzte das Militär Teile des Klosters. Im Laufe der Zeit wurde es nach und nach abgebaut, um Platz für ein Arsenal zu schaffen. Der Kreuzgang wurde in den 1830er Jahren demontiert und am Château de Villemartin im Département Aude wieder aufgebaut, wo er jetzt als Cloître des Orangers („Kreuzgang der Organenbäume“) bezeichnet wird. Der Kreuzgang wurde dort 2015 als Monument historique klassifiziert.
Während des Zweiten Weltkriegs wurde die Kirche 1944 von der deutschen Armee als Lager genutzt und durch eine Explosion sowie einen Brand schwer beschädigt. Die bemalte Holzempore und ein Teil des Daches wurden dabei zerstört. Die Gewölbe des Chors und der polygonale Glockenturm stürzten 1961 ein, und ein weiterer Einsturz im Jahr 1964 zerstörte Teile des Chors und des Schiffs. 1966 entschied das Kulturministerium, eine Restaurierung ohne vollständigen Wiederaufbau durchzuführen.

## Architektur

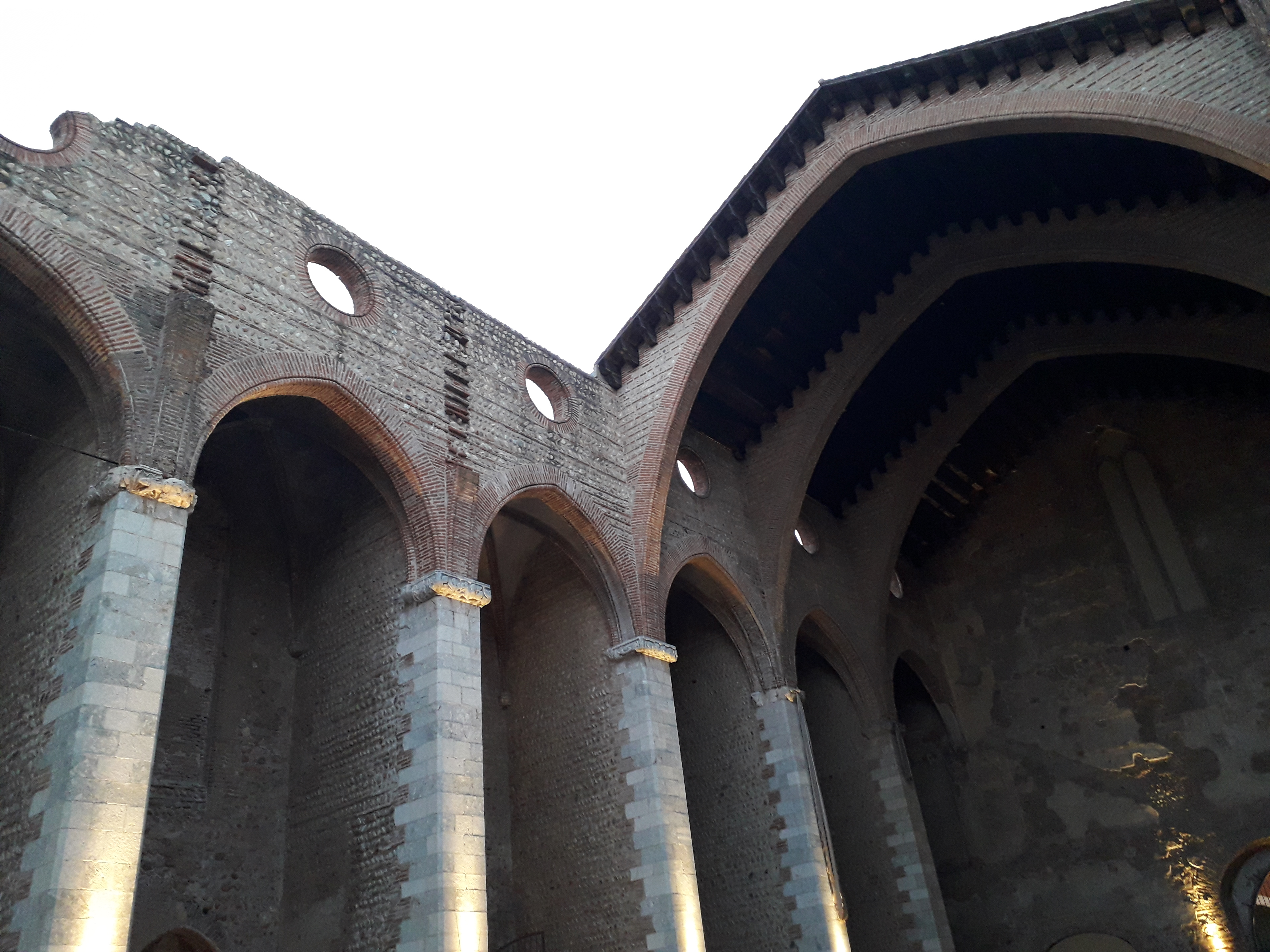
Gurt- und Arkadenbögen aus Backstein

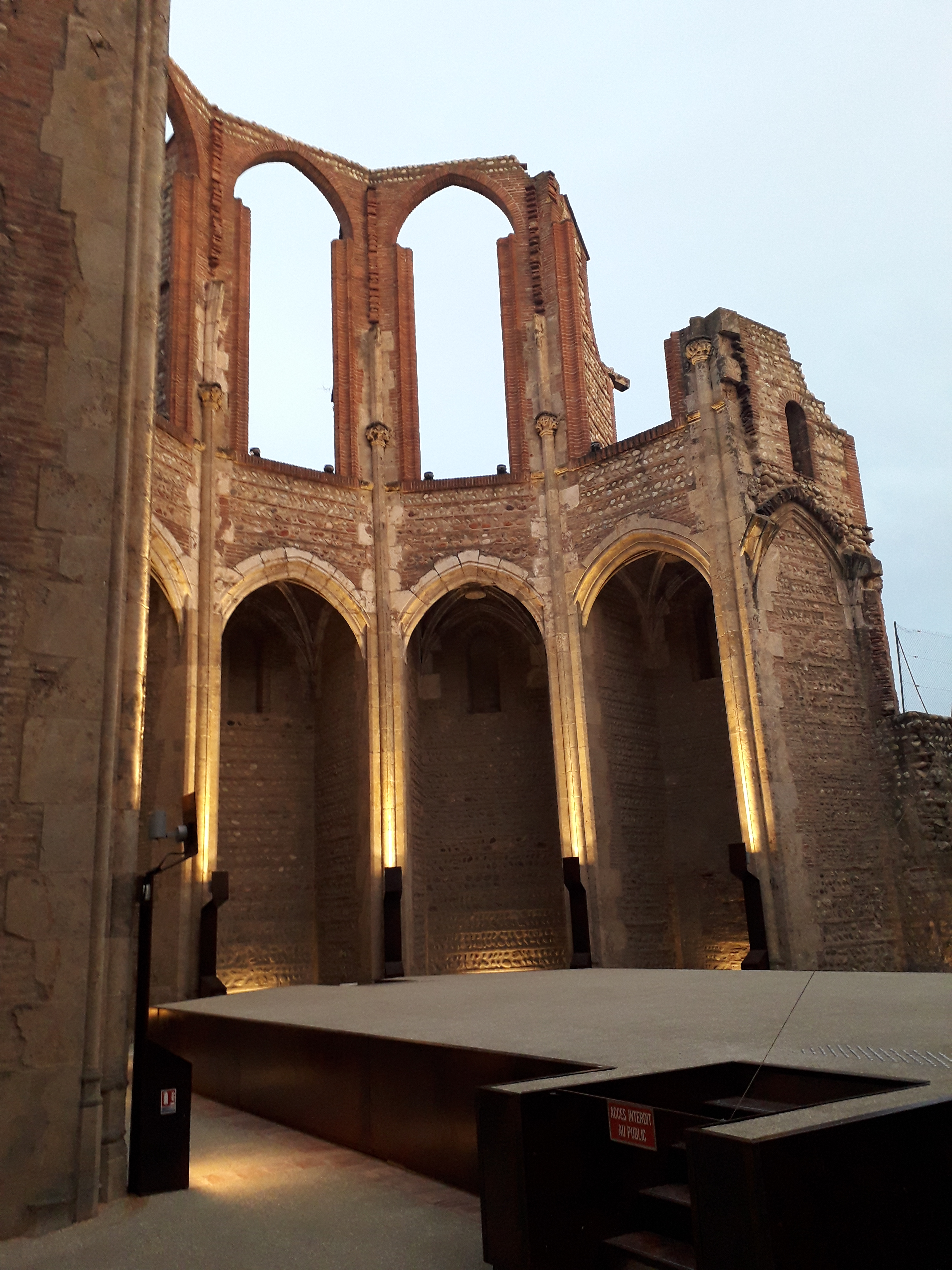
Obergaden des Chors

Die Kirche wurde im südgotischen Stil als Abseitensaal mit basilikalem Querschnitt, bestehend aus einem einzigen hohen Kirchenschiff und acht Paaren etwas niedrigerer Seitenkapellen. Deren Trennwände ersetzen Strebepfeiler wie in sehr vielen Kirchen Südfrankreichs, Kataloniens und Valencias. An zahlreichen Stellen der Karmelitenkirche wurde Backstein verwendet, der aber wohl großenteils bauzeitlich verputzt war. Besonders waren tragende Bögen im Inneren und die Laibungen von Obergadenfenstern. Die überwiegend aus kleinem, geröllarrigem Naturstein errichteten Wandflächen sind in vielen Bereichen durch Backsteinlagen stabilisiert.
Das Portal aus rosa Marmor ist mit Kapitellen verziert, die fantastische Tierwesen darstellen.
Heute sind nur noch Überreste der ursprünglichen Struktur und Ausstattung erhalten, darunter einige Grabnischen mit Malereien aus dem 14. und 15. Jahrhundert. Der Standort des ehemaligen Kreuzgangs ist durch Markierungen im Boden gekennzeichnet.
Bei archäologischen Grabungen wurde eine Krypta aus dem 15. Jahrhundert freigelegt, die dem heiligen Honorius von Arles gewidmet ist.
Das Kloster verfügte über einen unterirdisch gespeisten Brunnen im Bereich des Chorraums. Über diesem Brunnen befand sich ein Flachrelief aus dem 14. Jahrhundert, das Christus am Kreuz, umgeben von Maria und dem Heiligen Johannes, darstellt. Dieses Relief wird heute im Kunstmuseum Hyacinthe Rigaud aufbewahrt.

## Heutige Nutzung
Ende der 1990er Jahre ging die Kirche in den Besitz der Stadt Perpignan über.
Nach umfangreichen Renovierungsarbeiten wurde die Kirche in eine vielseitige Kulturstätte umgewandelt, die im Juni 2022 eröffnet wurde. Sie kann bis zu 500 Personen für Konzerte, Aufführungen und andere kulturelle Veranstaltungen unter freiem Himmel aufnehmen. Die Renovierung kostete insgesamt 750.000 Euro, wovon 300.000 Euro vom Staat und 37.000 Euro vom Département beigesteuert wurden.

## Weblinks

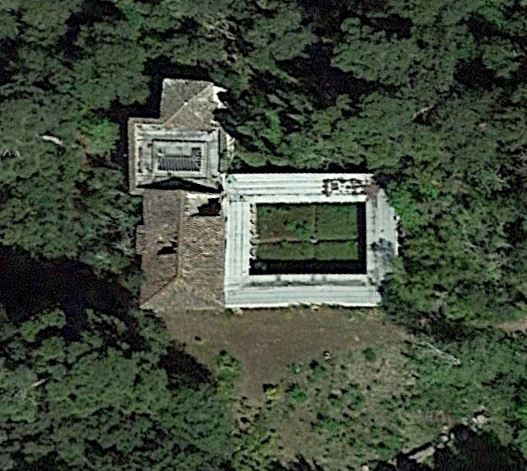
Translozierter Kreuzgang am Château de Villemartin (Aude)